# Wiener Symphoniker
De Wiener Symphoniker is een in Wenen gevestigd Oostenrijks symfonieorkest, dat in 1900 werd opgericht. Naast concerten in de thuisbasis, het Wiener Konzerthaus, speelt de Wiener Symphoniker ook in de Wiener Musikverein en in het Theater an der Wien.

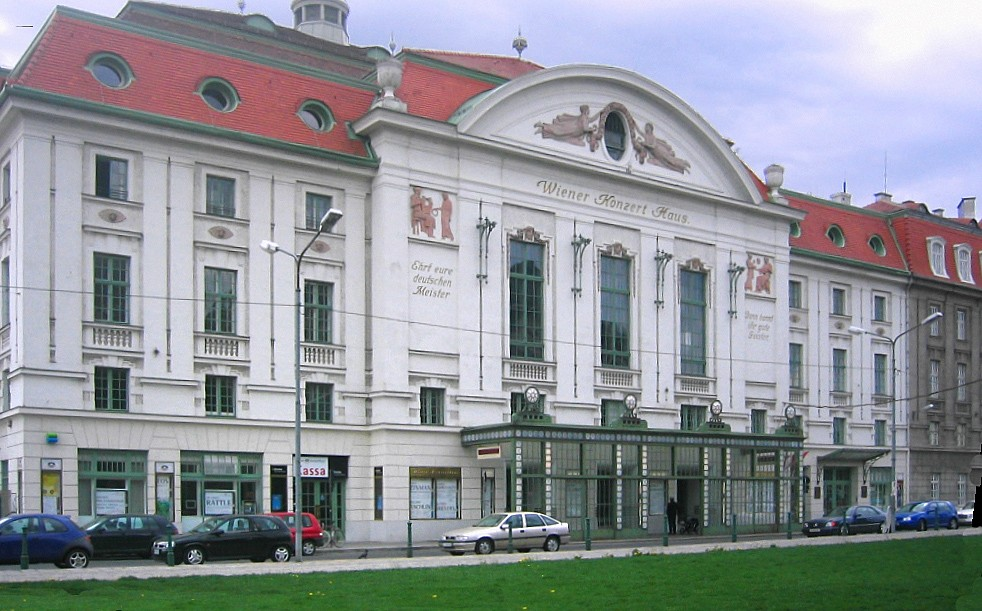
Wiener Konzerthaus

In oktober 2011 werd Philippe Jordan aangetrokken als hoofddirigent startend met het seizoen 2014-2015 en tot en met het seizoen 2020-2021.
In 2019 trad het orkest in Antwerpen op met de Deense violist Nikolaj Szeps-Znaider die in 1997 op 21-jarige leeftijd de Koningin Elisabethwedstrijd voor viool won. In april 2024 speelt het orkest, op uitnodiging van het Antwerp Symphony Orchestra, in de Koningin Elisabethzaal.

## Dirigenten
- 1900-1925: Ferdinand Löwe
- 1934-1938: Oswald Kabasta
- 1939-1944: Hans Weisbach
- 1945-1947: Hans Swarowsky
- 1960-1970: Wolfgang Sawallisch
- 1973-1976: Carlo Maria Giulini
- 1980-1982: Gennadi Rozjdestvenski
- 1991-1996: Rafael Frühbeck de Burgos
- 1997-2005: Vladimir Fedoseyev
- 2005-2013: Fabio Luisi
- 2014-2021: Philippe Jordan